# Gottlieb Muffat
Gottlieb Muffat (ur. 1690 w Pasawie, zm. 1770 w Wiedniu) – austriacki kompozytor i organista.

## Życiorys
Jego ojcem był kompozytor Georg Muffat, a nauczycielem muzyki Johann Joseph Fux. W roku 1717 cesarz Karol VI Habsburg uczynił go nadwornym organistą (Kammerorganist) i powierzył mu naukę muzykowania cesarskich dzieci. W roku 1764 Muffat otrzymał od dworu stałą pensję.
Muffat pisał wyłącznie na organy i klawesyn w tym wiele fug i toccat. Najbardziej znanym zbiorem utworów Muffata są Componimenti musicali per il Cembalo zawierające sześć suit oraz Ciaconę z 38 wariacjami. (1739). Zbiór ten był dobrze znany przez Georga Friedricha Händla, który często korzystał z tego zbioru po motywy do swoich kompozycji.